# Brides-les-Bains
Brides-les-Bains – miejscowość i gmina we Francji, w regionie Owernia-Rodan-Alpy, w departamencie Sabaudia. W 2017 roku populacja gminy wynosiła 518 mieszkańców. Przez gminę przepływa rzeka Doron de Bozel. 